# مسجد الخور
مسجد الخور هو واحد من أقدم المساجد في عُمان، وكان يعرف في السابق باسم مسجد الشهداء، وذلك بسبب إقامة عشرات من صلاة الجنازة في هذا المسجد من أجل العمانيين الذين ماتوا دفاعًا عن الأرض ضد البرتغاليين عند غزوهم لعمان بين القرنين السابع عشر والثامن عشر. ويقع مسجد الخور بجوار قصر العلم مباشرة من الجانب البحري منه، ويُطلق عليه اسم مسجد الخور بسبب الفجوات المائية الداخلية الناتجة عن أمواج المد التي تصطدم بالساحل الصخري في مسقط.

## تسمية
تسمية المسجد أنه بُنِيَ بمحاذاة البحر، في ذراع من اليابسة يطلق عليها «خُوْر»، كان مرفأ للسفن يقصدها الصيادون والبحارة والنواخذة، ويطلق عليه أيضًا اسم «مسجد الشُّهداء»، فبحسب الروايات أن المسجد بُني في البقعة التي أقيمت فيها الصلاة على جثامين شهداء معركة تحرير مسقط، التي دارت رحاها بين اليعاربة والبرتغاليين، ويوصف بأنه مسجد صغير، في صحنه الداخلي أسطوانة واحدة ترفع السقف، ومحاط بفناء واسع من الخارج.

## تاريخ
لا أحد يجزم بتاريخ بناء المسجد، ويعتقد ناصر السعدي، في مقال نشرته وكالة الأنباء العمانية، أن بعض الروايات تشير إلى أنه بُني على أنقاض المسجد، الذي هُدم إبَّان وصول القائد البرتغالي ألفونسو دي ألبوكيرك مسقط عام 1507م، وروايات أخرى تقول: إن بناءه أعيد بعد طرد البرتغاليين على يد الإمام سلطان الأول بن سيف اليعربي عام 1650م، وعرف حينها بمسجد «الشُّهداء».
لعل موقع «مسجد الخُوْر» الحالي، كان ذاته الموقع القديم للجامع الذي هُدِم، ونقلا عن المجلد الأول، من السجل الكامل لأعمال البوكيرك، ص182، يقول: «أمَرَ البوكيرك ثلاثة من حاملي المدافع بأن يقطعوا بالفؤوس دعامات المسجد، وكان واسعًا جميل البناء، مشيدًا في غالبه بالأخشاب التي نحتت نحتًا متقنا جميلا، وبه أعمال تجصيص في جزئه العلوي، فقُطِعت الدعامات، حتى انهار البناء، وأشعلوا النيران فيما تبقى من المسجد، فأتت عليه كله، ولم تترك شيئًا».

## وصلات خارجية
- النظام الإلكتروني للمساجد